# Salia Sanou
Pour les articles homonymes, voir Sanou.
Salia Sanou, né en 1969 à Léguéma au Burkina Faso, est un danseur et chorégraphe burkinabé de danse contemporaine.

## Biographie
Salia Sanou entre à l'école nationale de police de Ouagadougou au milieu des années 1980. Il décide alors de suivre une formation d'art dramatique toujours dans la capitale, avant de s'orienter vers la danse africaine avec Drissa Sanon, Alasane Congo, Irène Tassembédo et Germaine Acogny. Il rencontre la chorégraphe Mathilde Monnier en 1992 et collabore sur son spectacle Pour Antigone. En 1993, il devient danseur au sein de la compagnie de Mathilde Monnier au Centre chorégraphique national de Montpellier. En 1995, Salia Sanou a créé, avec son ami Seydou Boro rencontré en 1992, la compagnie Salia nï Seydou avec l'aide de Mathilde Monnier. Il a été durant de nombreuses années le directeur artistique des Rencontres chorégraphiques de l’Afrique et de l’Océan indien organisées notamment par le Centre national de la danse à Pantin où il est en résidence de 2008 à 2011. Il a créé, avec son ami Seydou Boro, le premier Centre de développement chorégraphique en Afrique en 2006, La Termitière, situé à Ouagadougou. Ce centre organise annuellement le Festival Dialogues du corps.
En 2019, il conçoit la chorégraphie du spectacle écrit par Abd al Malik Le Jeune Noir à l'épée. Ce spectacle qui mêle danse et slam est créé le 4 avril 2019 par Abd al Malik et quatre danseurs au Musée d'Orsay, dans le cadre de l’exposition Le Modèle noir, de Géricault à Matisse,.
Son travail intègre l'héritage de la danse africaine et de la danse contemporaine européenne.

## Principales chorégraphies
- 1994 : L'Héritage
- 1996 : Le Siècle des fous
- 1997 : Figninto, l'œil trouvé
- 2000 : Taagalà, le voyageur
- 2001 : Kupupura pour la compagnie Tumbuka Dance du Ballet national du Mozambique
- 2002 : Weeleni, l'appel
- 2006 : Un pas de côté avec l'Ensemble Ars nova
- 2007 : C'est-à-dire
- 2008 : Poussières de sang
- 2016 : Du désir d'horizons
- 2019 : Le Jeune Noir à l'épée, en collaboration avec Abd al Malik